# Bianca Pinheiro
Pour les articles homonymes, voir Pinheiro.
Bianca Pinheiro née le 21 septembre 1987 à Rio de Janeiro est une artiste de bande dessinée brésilienne.

## Biographie
Elle est diplômée en arts graphiques par l'Université technologique fédérale du Paraná et a fait des études de troisième cycle en bandes dessinées par le Grupo Educacional Opet,.
Bianca Pinheiro a commencé à publier des webcomics en 2012. Son travail principal est Bear, qui raconte l'histoire d'une fille perdue qui se lie d'amitié avec un ours. Trois éditions du webcomic ont été lancées par Editora Nemo en 2014, 2015 et 2016. En 2017, le livre a été lancé en France par l'éditeur La Boîte à bulles intitulé Raven et l'Ours. Entre 2012 et 2015, Bianca Pinheiro a également publié une série de courtes bandes dessinées en ligne dans son Tumblr, en portugais et en anglais,,,,.
En 2015, Bianca Pinheiro a remporté le Troféu HQ Mix, le principal prix de la bande dessinée brésilienne, dans la catégorie « Nouveau talent (écrivain) » pour son travail dans le roman graphique d'horreur Dora. Le livre, publié l'année précédente indépendamment, a été réédité en 2016 par la maison d'édition Nemo, qui avait déjà publié les éditions imprimées de Bear,,.
Parmi ses œuvres principales figurent les bandes dessinées indépendantes Meu Pai é Um Homem da Montanha (écrite par Greg Stella, 2015) et Alho-Poró (2017), toutes deux financées par crowdfunding. Elle et Greg ont également publié Eles Estão Por Aí (2018) de Todavia. Bianca Pinheiro a également réalisé des illustrations pour plusieurs livres, tels que le livre pour enfants Palavras, Palabras (écrit par Lucio Luiz, Marsupial Editora, 2015) et les livres illustrés Mônica(s) (nombreux illustrateurs, Panini Brasil, 2013) et Androides Sonham com Ovelhas Elétricas? (Aleph, 2017, édition brésilienne de Les androïdes rêvent-ils de moutons électriques ?, avec des illustrations spéciales en l'honneur du 50e anniversaire du livre),,,,.
En 2016, elle a lancé le roman graphique Mônica - Força, qui fait partie du label Graphic MSP de Panini Comics, qui apporte de nouvelles histoires sur les personnages classiques de Mauricio de Sousa créés par des artistes de bande dessinée indépendants brésiliens. Ce roman graphique a remporté le Troféu HQ Mix de « meilleure publication jeunesse » en 2017,.

## Publications
- Bear volume 1 (Nemo, 2014)[3]
- Dora (independent, 2014)[7]
- Bear volume 2 (Nemo, 2015)[4]
- Meu Pai é Um Homem da Montanha (scénario de Greg Stella, independent, 2015)
- Bear volume 3 (Nemo, 2016)
- Mônica - Força (Panini Brasil, 2016)[15]
- Alho-Poró (independent, 2017)[13]
- Eles Estão Por Aí (scénario de Greg Stella, Todavia, 2018)[14]